# Deutschdidaktik
Deutschdidaktik heißt die Fachdidaktik des Unterrichtsfaches Deutsch, die sich wissenschaftlich mit Forschungs-, Lehr- und Entwicklungsgegenständen sowie den Lern- und Lehrprozessen des Deutschunterrichts befasst. Organisatorisch gehört sie an den Hochschulen zur Germanistik, teilweise auch zur Grundschulpädagogik und Sonderpädagogik. Für Deutsch als Fremdsprache gibt es eigenständige Spezialisten.
Traditionell wird in der Deutschdidaktik die Literaturdidaktik (zum Beispiel mit dem Schwerpunkt Literarisches Lernen) und die Sprachdidaktik unterschieden, wobei es auch Bestrebungen zu einer Verbindung (integrativer Ansatz) gibt. Daneben steht als eigener Schwerpunkt die Mediendidaktik, die sich etwa mit Phänomen wie Intermedialität in Text und Bild befasst. Die Deutschdidaktik ist ein oft interdisziplinär angelegtes Fach, das Verbindungen zwischen Bildungs- und Erziehungswissenschaften, Psychologie, Soziologie usw. zieht und für die Ausgestaltung und Reflexion von Bildungsprozessen im Deutschunterricht fruchtbar macht. Da sich die Fremdsprachendidaktik primär mit dem institutionalisierten Lehren und Lernen von Sprachen befasst, bietet sich eine enge Kooperation mit den pädagogischen Wissenschaften, und dort ganz besonders mit didaktischen Disziplinen an.
Die fachliche Vertretung geschieht seit 1912 im Deutschen Germanistenverband. Im deutschsprachigen Raum organisiert der Verein Symposion Deutschdidaktik den fachwissenschaftlichen Austausch der Deutschdidaktik in regelmäßigen Tagungen. Von Einfluss sind auch die Fachleiter im Referendariat.

### Zeitschriften
- Grundschule Deutsch (Friedrich Verlag)
- Deutsch differenziert (Westermann Verlag)
- Deutschunterricht (Westermann Verlag)
- Der Deutschunterricht (Friedrich Verlag)
- Praxis Deutsch (Friedrich Verlag)
- Deutsch betrifft uns (Bergmoser und Höller)

## Vertreterinnen und Vertreter
- Fachdidaktiker (Deutsch)